# Петиция 70000 иероглифов
Петиция 70000 иероглифов (тиб. ཡིག་འབྲུ་ཁྲི་བདུན་གྱི་སྙན་ཞུ, Yig 'bru khri bdun gyi snyan zhu (Вайли)) (кит. 七万言书, Qī wàn yán shū) — исторический документ, созданный 18 мая 1962 года 10-м Панчен-ламой и адресованный к китайскому правительству, осуждающий жестокую политику и акции Китайской Народной Республики в Тибете. Данная петиция остается «наиболее подробной и обоснованной критикой политики Китая в Тибете, которая когда-либо была написана».
На протяжении десятилетий, текст петиции оставался скрытым от всех на очень высоком уровне китайского руководства, пока одна копия не попала в Тибетскую информационную сеть (TIN) в 1996 году. В январе 1998 года, по случаю 60-летия со дня рождения десятого Панчен-ламы, был осуществлен перевод петиции тибетским экспертом Робертом Барнеттом на английский язык под названием Отравленная Стрела: секретный доклад 10-го Панчен-ламы, который был опубликован TIN.
Этот документ был первоначально известен как Доклад о страданиях народных масс в Тибете и других тибетских регионах и предложения по дальнейшей работе с центральными органами руководства через уважаемого председателя Чжоу Эньлая, но получил короткое прозвище из-за своей длины в китайских иероглифах. После публикации его подлинность не могла быть независимо подтверждена, и китайские власти воздерживались от комментариев. Несколько месяцев спустя, Нгапо Нгаванг Джигме, осуществляющий политические функции в Тибете с 1964 по 1993 годы, официально подверг критике петицию, при этом не ставя под сомнение её подлинность и не критикуя её публикацию.

## Предпосылки
Когда Далай-лама бежал в Индию в 1959 году, 10-й Панчен-лама был предложен на пост председателя подготовительного комитета Тибетского автономного района. После этого, Панчен-лама путешествовал по Тибету, где «не увидел ничего, кроме нищеты и запустения». В 1962 году он познакомился с западными людьми в Лхасе, столице нынешнего Тибетского автономного района. Он подтвердил им свое желание «выполнить свой революционный долг перед народом» и «прожить жизнь хорошим буддистом». Панчен-лама вернулся в Пекин по приказу Мао. В Пекине, он напрямую попросил Великого кормчего «положить конец преступлениям, совершаемым в отношении тибетского народа, увеличить продовольственные пайки, обеспечить достойный уход за престарелыми и немощными, и уважать религиозную свободу». Мао вежливо выслушал, но не предпринял никаких мер.
Панчен-ламе был всего 24 года, когда он осмелился выступить против Коммунистической партии Китая. Его окружение пыталось убедить его, чтобы он смягчил тон просьбы, но он отказался, заявив, что он говорил от имени тибетского народа, и что китайские лидеры заслужили энергичную критику.
В 1962 году Панчен-лама написал председателю Чжоу Эньлай документ, известный как Петиция 70000 иероглифов, в котором он осудил драконовскую политику и действия Китайской Народной Республики в Тибете.

## Написание петиции
Панчен-лама начал написание петиции в монастыре Ташилунпо, Шигадзе, продолжал в своей резиденции в Лхасе, и закончил в Пекине.
Панчен-лама написал в документ на тибетском языке и выбрал название Доклад о страданиях народных масс в Тибете и других тибетских регионах и предложения по дальнейшей работе с центральными органами руководства через уважаемого председателя Чжоу Эньлая, перевод на китайский язык занял 123 страницы и составил 70000 иероглифов, поэтому документ стал известен как Петиция 70000 иероглифов.
Панчен-лама общался с китайским Министром иностранных дел Чэнь И, одним из ближайшего окружения Чжоу Эньлая. Чэнь заверил его в донесении о тибетской ситуации.
Также Панчен-лама показывал ранний проект петиции Нгапо Нгаванг Джигме. Он посоветовал ему то, как представить доклад. Но, скорее всего, он имел в виду более умеренный вариант в устной форме, но не письменный вариант. Панчен-лама не последовал его советам.

## Содержание петиции
Документ состоит из восьми частей, и охватывает три основные темы: религия, жестокость и голод.
1. Борьба с подавлением мятежей.
2. Демократические реформы.
3. Животноводство, сельское хозяйство и жизнь народных масс.
4. Работа единым фронтом.
5. Демократический централизм.
6. Диктатура пролетариата.
7. Религиозные вопросы.
8. Работа для этнических групп.

В своем заключении, Панчен-лама осудил большинство левых тенденций в Тибете.

## Реализация предложений
По данным TIN, предложения петиции были реализованы в период между 1980 и 1992 годами китайским реформатором Ху Яобаном, в соответствии с политикой Дэн Сяопина в 1980-х годах.
Петиция 70000 иероглифов была основана на том, что конкретные особенности Тибета должны быть приняты во внимание. Это предположение является ключевым моментом в политике Дэн Сяопина в Китае в 1980-х годах. В начале 1992 года партия сняла концессии о «специфических характеристиках» Тибета, и нынешняя политика контролирует религиозные практики и монастыри, ограничивая преподавание тибетского языка.